# Moros (mythologie)
Moros (Grieks Μόρος) is de Griekse god van het noodlot en de zoon van Nyx die hem baarde zonder mannelijke bevruchting. Hij personifieerde het naderend onheil en de vernietiging. Ook is hij de broer van Hypnos, Thanatos, de Hesperiden en Eris.
Apate · Eris · Geras · Hypnos · Momus · Moros · Nemesis · Philotes · Thanatos